# Asahikawa
Asahikawa (japanska: 旭川市?, Asahikawa-shi; ainu: Chiu Pet) är en stad på Hokkaidō, och är belägen i subprefekturen Kamikawa som tillhör Hokkaidō prefektur i Japan.
Staden fick stadsprivilegier 1922 och har sedan 2000
status som kärnstad (japanska: 中核市?, Chūkakushi) enligt lagen om lokalt självstyre.
Här hålls en årlig vinterfestival och sedan 1981 Vasaloppet Japan. Asahikawa är berömt för sitt kök, med bland annat Asahikawa-ramen.

## Källor

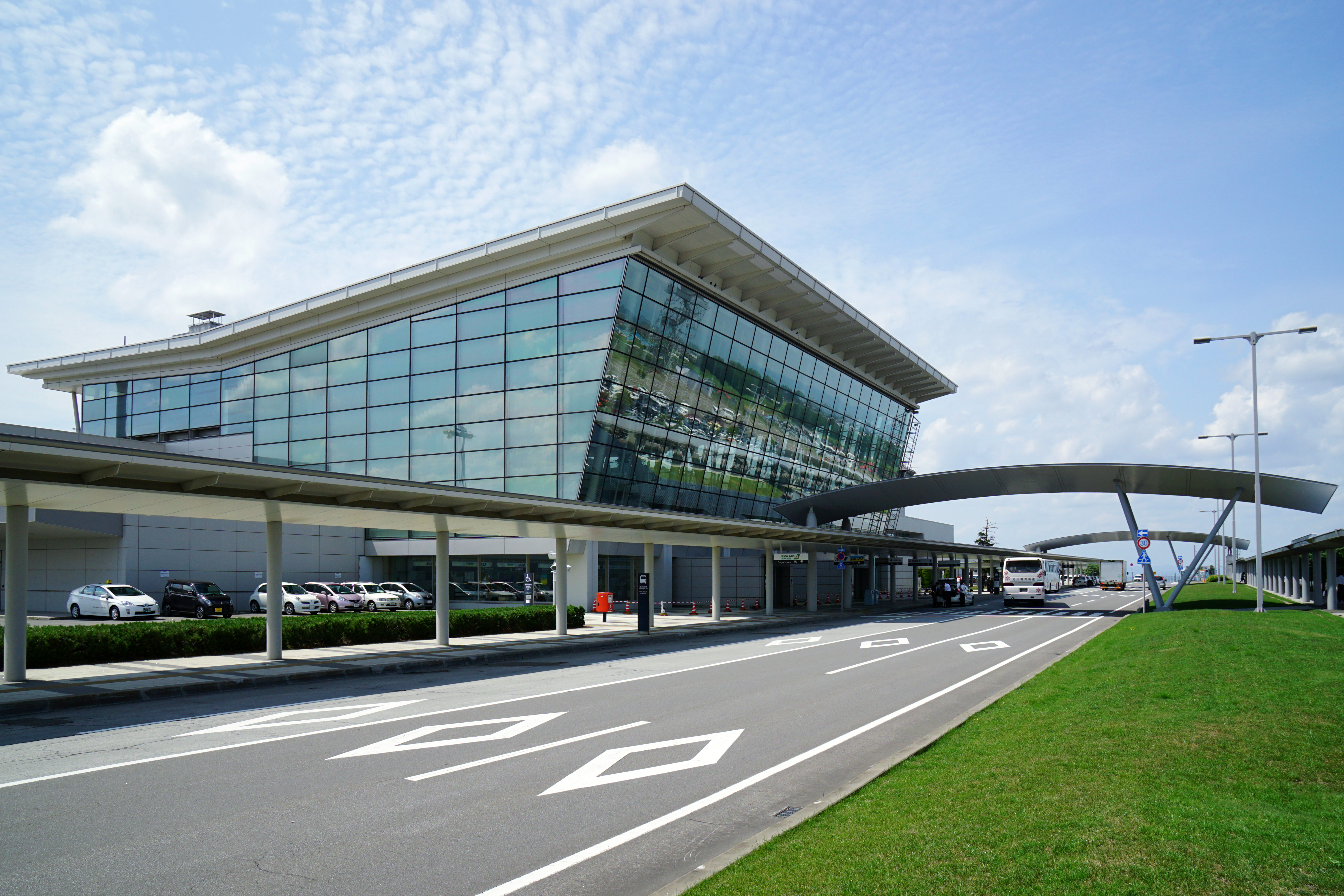
Flygplatsen i Asahikawa

## Borgmästare
- Toru Bando, 17 november 1978–16 november 1994
- Koichi Sugawara, 17 november 1994–16 november 2006
- Masahito Nishikawa, 17 november 2006–31 augusti 2021
- Hirosuke Imazu, 26 september 2021–

Denna lista hämtas från Wikidata. Informationen kan ändras där.